# Sandra (Suure-Jaani)
Sandra – wieś w Estonii, w prowincji Viljandi, w gminie Suure-Jaani.